# Cantonul Mayenne-Ouest
Cantonul Mayenne-Ouest este un canton din arondismentul Mayenne, departamentul Mayenne, regiunea Pays de la Loire, Franța.

## Comune
- Alexain
- Contest
- Mayenne (parțial, reședință)
- Oisseau
- Parigné-sur-Braye
- Placé
- Saint-Baudelle
- Saint-Georges-Buttavent
- Saint-Germain-d'Anxure